# Чодраял (Волжский район)
Чодрая́л (мар. Чодыраял) — деревня в Волжском районе Республики Марий Эл России. Административный центр Карамасского сельского поселения.
Численность населения — 1084 (2010) человек.

## География
Деревня находится в 63 км к северо-востоку от центра муниципального района — города Волжска. В 3 км к северу от деревни протекает река Илеть.

## Легенда
На берегу реки Волга жил со своей семьёй старик. У него было 4 сына. Старшего звали Корай, второго — Карай, третьего — Керей, четвёртого — Орай. Когда все сыновья подросли и были способны жить самостоятельно, старик позвал их к себе и сказал: «Дети мои, вы стали взрослыми, и вам всем пора обзавестись своим хозяйством. Самый младший останется со мной, а вам троим придётся искать новое место. Найдите понравившуюся местность и поставьте там свой дом».
Рано утром три брата вышли из дома, и каждый выстрелил из своего лука. Где стрелы упали, там они и поставили свои дома. По другой версии они просто пошли искать подходящее место. Керей двинулся на север, а Корай и Карай — на северо-восток. Вскоре Карай нашёл себе подходящее место и остался там. А Корай ещё шёл целый день по дремучему лесу. Вскоре и он решил остановиться и построить себе дом. Место, где братья родились, теряется в глубине веков, а название основных их поселений сохранились до настоящего времени. Поселение Керея — деревня Керебеляк в Звениговском районе, поселения Карая — деревня Карай Волжского района, а илем Корая — деревня Корай.
Деревня Корай стояла в окружении леса, поэтому жители соседних деревень стали называть деревню Чодыраял (с мар.  — лесная деревня).

## История
Первые упоминания о деревне Чодыраял встречаются в документах за 1795 год. Это был выселок из деревни Большой Карамас и носил название Средний Карамас. В нём находилось 10 дворов. В 1859 году казённая деревня Чодыраял (Болдырки) находилась по правую сторону окружного тракта Царевококшайск — Казань. В 23 дворах проживали 77 мужчин и 90 женщин. По переписи населения 1897 года в околотке Чодыраял (Марданки) Большекарамасского сельского общества Сотнурской волости проживали 317 человек, большинство — мари. В 1902—1905 годах в околотке Чодыраял Сотнурской волости Царевококшайского уезда в 63 дворах проживали 187 мужчин и 186 женщин. В 1905 году в деревне Чодыраял работало предприятие по торговле бакалейными товарами. В 1917 году в Чодыраяле находилось две бакалейные лавки.
В 1918 году, как и в других деревнях, были созданы организации сочувствующих большевикам, а позже комитет бедноты. В 1923 году в деревне Чодыраял Сотнурской волости Краснококшайского кантона в 73 дворах проживали 468 человек. В 1929 году создана комсомольская организация. В 1931 году организован колхоз «Корай», названный именем легендарного основателя деревни. Во время коллективизации раскулачены были 5 семей. С наступлением осени многих колхозников по наряду отправляли на рубку леса. Женщины и девушки рубили лес, а мужчины подвозили брёвна на берег реки Илеть. Из брёвен рабочие делали плоты и сплавляли вниз. Эти плоты плыли до устья Илети 12—13 суток, а там их группировали и сплавляли до Астрахани.
С 1933 года в деревне Большие Карамасы Карамасского сельсовета Сотнурского района работала семилетняя школа. Обучение велось на марийском языке. В 1950/51 учебном году в Большекарамасской семилетней школе учились дети из деревень Новые Карамасы, Нурмучаш, Чодыраял, Кабаксола, Полатенер, Пезмучаш и с хутора Октябрь. Фонд школьной библиотеки составлял 2326 экземпляров книг. Директором школы в тот период работала М. В. Васильева. Школа размещалась в трёх деревянных зданиях, которые построены в 1927 и в 1931 годах.
Во время Великой Отечественной войны из деревни ушли на войну 90 мужчин, вернулись 36.
В 1948 году в деревне Чодыраял Карамасского сельсовета Сотнурского района работала Карамасская изба-читальня, которая размещалась в здании сельсовета. Работа велась на марийском языке. В избе-читальне находились 874 экземпляра книг, а также радиоприёмник.
В 1952 году в деревне Чодыраял Карамасского сельсовета Сотнурского района находилась центральная усадьба колхоза «Москва».
По Указу Президиума Верховного Совета Марийской АССР от 30 июля 1960 года были объединены деревни Чодыраял, Пезмучаш, Полатенер и Кабаксола (бывший Большой Карамас). Объединённая деревня стала называться Чодыраял.
В 1963 году деревня подключена к единой энергосистеме. В 1980-е годы в южной стороне на средства колхоза и государства были построены щитовые дома для колхозников. Эти улицы называют Поянсола, то есть богатая деревня. В северной части деревни, рядом со складом, строится другая улица. В 1986 год]у через деревню была проложена асфальтированная дорога, водопровод — в 1987 году. Газ был подключен в декабре 1997 года.
В 2003 году в Чодыраяле 386 домов, где проживало 1199 человек.
28 октября 2014 года решением Государственного Собрания Республики Марий Эл название деревни Чодраял приведено в соответствие с Законом Республики Марий Эл от 28 декабря 2004 года № 62-З «О составе и границах сельских, городских поселений в Республике Марий Эл» и справочником административно-территориального устройства деления Республики Марий Эл.

## Население
| 2002 | 2010  |
| ---- | ----- |
| 1103 | ↘1084 |

## Экономика

### Сельское хозяйство
- Сельскохозяйственное предприятие «Москва».

### Транспорт
Деревня расположена в непосредственной близости от автодороги регионального значения 88К-011 Помары — Коркатово.
Имеет автобусное сообщение с Волжском.

## Образовательно-воспитательные учреждения
- Большекарамасская средняя общеобразовательная школа[7].

## Культура
- Карамасский социально-культурный центр.

## Здравоохранение
- Карамасский фельдшерско-акушерский пункт.
- Карамасский ветеринарный участок.

## Религия
Часовня Покрова Пресвятой Богородицы
Часовня построена в 1990-е годы. Представляет собой домообразное сооружение, перекрытое двухскатной кровлей. На коньке крыши возведена глава на барабане.
Марийская священная роща
Находится в 500 метрах к югу о деревни.

## Связь
- Чодраяльское отделение связи.

## Знаменитые уроженцы
- Михаил Тихонович Сергеев (1926—1999) — деятель науки, учёный-историк, краевед, журналист, редактор, литератор, общественный деятель, член Союза журналистов СССР. Заслуженный работник культуры РСФСР.
- Михаил Степанович Степанов (1918—1995) —  марийский советский деятель сельского хозяйства. Председатель колхозов «Коммунист» (1946—1959) и «Москва» деревни Новый Карамас Волжского района Марийской АССР (1959—1975). Участник советско-финской и Великой Отечественной войны. Член ВКП(б) с 1942 года.